# Zell am Moos
Zell am Moos osztrák község Felső-Ausztria Vöcklabrucki járásában. 2018 januárjában 1575 lakosa volt.

## Elhelyezkedése

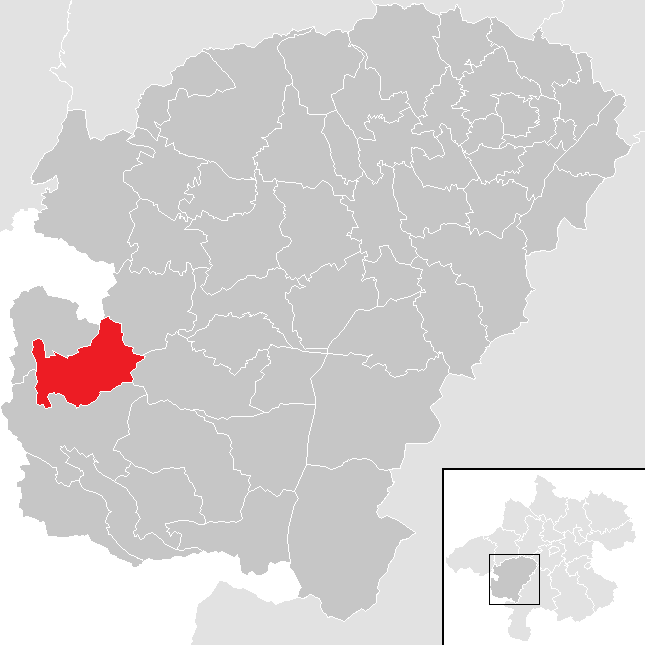
Zell am Moos a Vöcklabrucki járásban

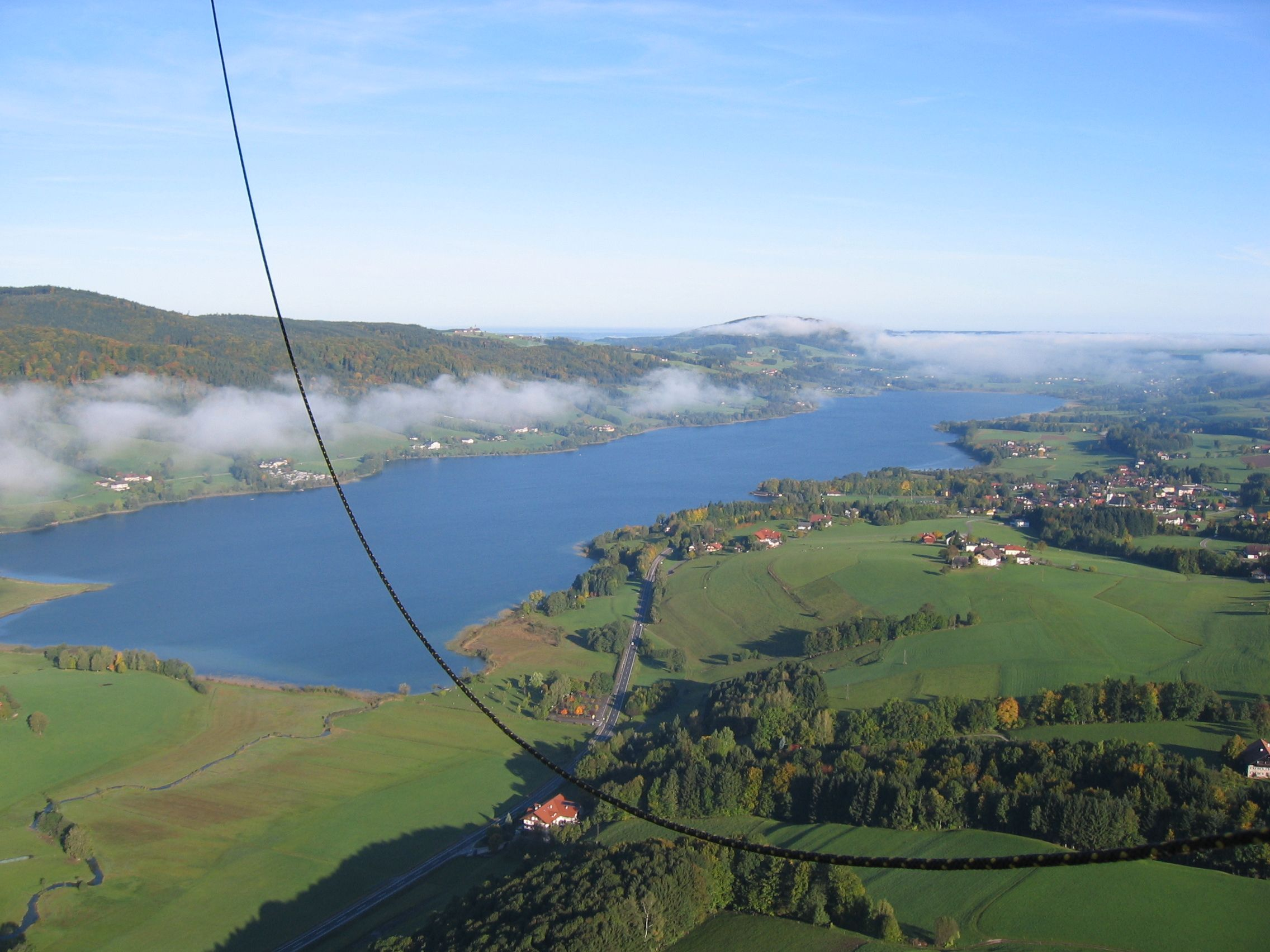
Az Irrsee és Zell am Moos látképe

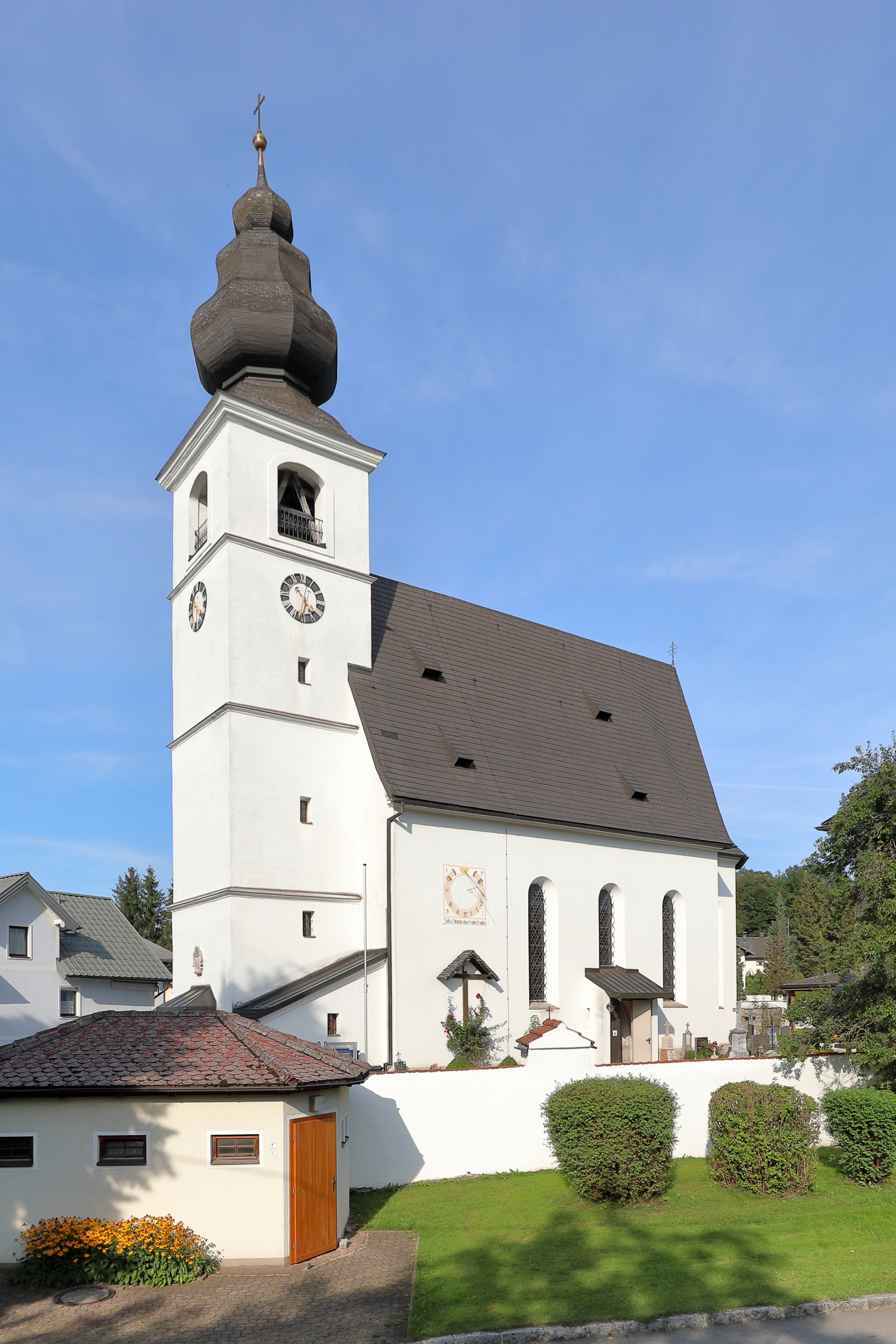
A Mária mennybemenetele-plébániatemplom

Zell am Moos Felső-Ausztria Hausruckviertel régiójában, a Salzkammergut tóvidékén helyezkedik el, az Irrsee keleti partján. Legjelentősebb folyóvíze a Zeller Bach. Területének 39,2%-a erdő, 41,2% áll mezőgazdasági művelés alatt. Az önkormányzat 17 településrészt és falut egyesít: Brandstatt (124 lakos 2018-ban), Breitenau (23), Entersgraben (26), Gassen (74), Gollau (24), Greith (73), Harpoint (112), Haslau (103), Haslau-Berg (45), Häusern (76), Heissing (17), Kohlstatt (46), Lindau (62), Oberschwand (71), Unterschwand (44), Vormoos (24) és Zell am Moos (631). 
A környező önkormányzatok: északkeletre Weißenkirchen im Attergau, keletre Straß im Attergau, délre Tiefgraben, északra Oberhofen am Irrsee és Straßwalchen (Salzburg tartomány).

## Története
Zell első említése 1107-ben történt a mondseei apátság egyik birtokaként. 
A község eredetileg a Bajor Hercegség keleti határán helyezkedett el, a 12. században viszont átkerült Ausztriához. A középkorban Kogl várának uradalmához tartozott. 1490-ben, a hercegség felosztásakor az Enns fölötti Ausztria része lett. A napóleoni háborúk során több alkalommal megszállták. 
A köztársaság 1918-as megalakulásakor Felső-Ausztria tartományhoz sorolták. Miután Ausztria 1938-ban csatlakozott a Német Birodalomhoz, az Oberdonaui gau része lett; a második világháború után visszakerült Felső-Ausztriához.

## Lakosság
A Zell am Moos-i önkormányzat területén 2018 januárjában 1575 fő élt. A lakosságszám 1961 óta gyarapodó tendenciát mutat. 2015-ben a helybeliek 90,3%-a volt osztrák állampolgár; a külföldiek közül 3,6% a régi (2004 előtti), 1,8% az új EU-tagállamokból érkezett. 1,8% a volt Jugoszlávia (Szlovénia és Horvátország nélkül) vagy Törökország, 2,5% egyéb országok polgára. 2001-ben a lakosok 84,5%-a római katolikusnak, 2% evangélikusnak, 6,6% mohamedánnak, 4,2% pedig felekezeten kívülinek vallotta magát. Ugyanekkor egy magyar élt a községben. A legnagyobb nemzetiségi csoportokat a német mellett (92,8%) a törökök (2,3%), a horvátok (1,5%) és a bosnyákok (1,1%) alkották. 

## Látnivalók
- a Mária mennybemenetele-plébániatemplom
- az irseei helytörténeti múzeum

## Fordítás
- Ez a szócikk részben vagy egészben  a   Zell am Moos című német Wikipédia-szócikk ezen változatának fordításán alapul.  Az eredeti cikk szerkesztőit annak laptörténete sorolja fel. Ez a jelzés csupán a megfogalmazás eredetét és a szerzői jogokat jelzi, nem szolgál a cikkben szereplő információk forrásmegjelöléseként.